# Hua Mulan (2009)
Hua Mulan (bra Mulan) é um filme sino-estadunidense de 2009, dos géneros drama histórico-romântico, guerra e aventura, realizado por Jingle Ma e Wei Dong, com roteiro de Zhang Ting baseado na história da guerreira homónima descrita no poema narrativo chinês A Balada de Mulan (chinês: 木蘭辭, pinyin: Mùláncí). Foi protagonizado por Zhao Wei, Chen Kun, Hu Jun, Liu Yifei e Vitas. Estreou-se na China a 27 de novembro de 2009.

## Elenco
- Zhao Wei como Hua Mulan
  - Xu Jiao como Hua Mulan (criança)
- Chen Kun como Wentai
- Hu Jun como Mendu
- Jaycee Chan como Fei Xiaohu
- Nicky Lee como Hu Kui
- Liu Yuxin como princesa rourana
- Yu Rongguang como Hua Hu
- Vitas como Gude
- Sun Zhou como imperador de Wei

## Banda sonora
A canção de encerramento "Mulan Qing" (木蘭情, O Amor de Mulan) foi interpretada por Stefanie Sun, composta por Lee Shih Shiong e escrita por Yee Kar Yeung. Foi nomeada na categoria de melhor canção original na vigésima nona edição do Festival de Cinema de Hong Kong. O cantautor russo Vitas interpretou a canção "Beneath the Glory" (Sob a Glória) em língua inglesa. A canção de inserção "Mulan Xing" (木蘭星, A Estrela de Mulan) foi interpretada por Jane Zhang.

## Recepção
O filme foi galardoado pela Administração Estatal de Rádio, Cinema e Televisão, durante o dia de abertura em Pequim. Em 2011, o filme venceu o Prémio das Cinco Melhores Obras, que foi atribuído pelo governo da província de Henan.

## Reconhecimentos
| Ano  | Prémios                                                             | Categorias                                         | Destinatários e nomeados                      | Resultado | Referências   |
| ---- | ------------------------------------------------------------------- | -------------------------------------------------- | --------------------------------------------- | --------- | ------------- |
| 2010 | Festival de Cinema de Hong Kong                                     | Melhor atriz                                       | Zhao Wei                                      | Indicado  | [ 7 ]         |
| 2010 | Festival de Cinema de Hong Kong                                     | Melhor canção original                             | Stefanie Sun, Lee Shih Shiong e Yee Kar Yeung | Indicado  | [ 7 ]         |
| 2010 | Prémios da Associação dos Críticos de Cinema de Xangai              | Melhor atriz                                       | Zhao Wei                                      | Venceu    | [ 12 ] [ 13 ] |
| 2010 | Festival de Cinema de Changchun                                     | Melhor atriz                                       | Zhao Wei                                      | Venceu    | [ 14 ]        |
| 2010 | Prémios das Cem Flores                                              | Melhor filme                                       | Hua Mulan                                     | Venceu    | [ 15 ]        |
| 2010 | Prémios das Cem Flores                                              | Melhor atriz                                       | Zhao Wei                                      | Venceu    | [ 15 ]        |
| 2010 | Prémios das Cem Flores                                              | Melhor ator secundário                             | Jaycee Chan                                   | Indicado  | [ 15 ]        |
| 2010 | Ecrãs de Pequim, Administração Estatal de Rádio, Cinema e Televisão | Dez melhores filmes influentes produzidos na China | Hua Mulan                                     | Venceu    | [ 10 ]        |
| 2010 | Prémios Cinematográficos DAN do Vietname                            | Filme chinês favorito                              | Hua Mulan                                     | Venceu    | [ 16 ]        |
| 2010 | Prémios Cinematográficos DAN do Vietname                            | Atriz chinesa favorita                             | Zhao Wei                                      | Venceu    | [ 16 ]        |
| 2011 | Prémios do governo da província de Henan                            | Prémio das Cinco Melhores Obras                    | Hua Mulan                                     | Venceu    | [ 11 ]        |
| 2011 | Prémios Melodias de Ouro de Taiwan                                  | Melhor produção musical                            | Lee Shih Shiong e Paul Lee Wei Shiong         | Indicado  | [ 17 ]        |